# What I've Done
«What I've Done» –en español: «Qué he hecho»– es el primer sencillo del tercer álbum de Linkin Park, Minutes to Midnight. Estuvo por primera vez al aire el 30 de septiembre de 2007, y fue lanzado digitalmente, el 1 de octubre de 2007. El sencillo en CD fue lanzado el 29 de octubre de  2007. Fue la última canción en terminarse para el álbum al igual que la canción Somewhere I Belong  del disco anterior de la banda  Meteora  que también fue lanzada como primer sencillo de su respectivo álbum.  Es el track principal de la banda sonora oficial de la película de Transformers.

## Significado
En una entrevista en MTV.com hecha en agosto de 2007, Chester Bennington dijo esto acerca de la canción:

Joe [Hahn] se dirigió a Mike y a mí y nos pidió que tomáramos la idea completa de Minutes to Midnight y aplicáramos eso a cómo la banda ha cambiado. Así, de cierta manera, somos nosotros diciéndole adiós a lo que solíamos ser… La letra en el primer verso es 'In this farewell, there's no blood, there's no alibi,' y de inmediato notarás que el grupo suena diferente: La batería está mucho menos refinada, las guitarras están menos refinadas y la voz no está triplicada. Somos nosotros ahí afuera… y es así como Rick [Rubin] lo quiso.

## Lanzamiento
El sencillo y el vídeo aparecieron en iTunes poco antes de la medianoche del 1 de octubre de 2007. Estuvo disponible el día siguiente en iTunes de Inglaterra y Australia. Durante abril, ocupó el puesto N.º 2 del top 5 de Estados Unidos y el N.º 1 en iTunes Canadá. El 1 de octubre, la canción estuvo como fondo en la portada de la página oficial de Linkin Park.

## Vídeo musical
El DJ de la banda, Joe Hahn, dirigió el vídeo, que fue filmado en el desierto de California. El vídeo se estrenó el 1 de octubre de 2007 en MTV y en Fuse, el 2 de octubre en MTV Asia, MTV Alemania y MuchMusic de Canadá. El vídeo musical de "What I've Done" explora las muchas ironías de la humanidad y sus efectos nocivos sobre la tierra y el medio ambiente. Presenta clips de un hombre grande y regordete comiendo comida rápida, una mujer midiendo su cintura y un hombre que está tan desnutrido que sus costillas se ven a través de su piel, clips de afroamericanos estableciéndose y el Ku Klux Klan, clips de explosiones nucleares, las torres del World Trade Center derrumbándose, clips de niños ondeando banderas estadounidenses, un niño de Oriente Medio sosteniendo un AK-47, clips de tanques petroleros desgarrados por la mitad y pájaros cubiertos de petróleo.
Se presenta secuencias del grupo tocando en el desierto, intercaladas con extractos de gran variedad de cuestiones sociales y medioambientales que incluyen polución, calentamiento global, racismo, nazismo, sectas religiosas, hambruna, terrorismo, guerras, deforestación, pobreza, drogadicción, obesidad, destrucción, aumento del precio de la gasolina y crímenes cometidos por la humanidad.
El video también muestra figuras históricas importantes, como la Madre Teresa, Buda, Abraham Lincoln, Robert Kennedy, Fidel Castro, Sadam Huseín, Iósif Stalin, Adolf Hitler, Mao Zedong y Mahatma Gandhi, así como también muestra hechos históricos como la Segunda Guerra Mundial, la Guerra de Vietnam, la Revolución Cubana, la Caída de las Torres Gemelas, la Guerra de Irak y eventos derivados de la Guerra Fría. El clip fue subido por varios usuarios en YouTube, pero la mayoría fueron retirados siguiendo la los derechos de copyright hechos por Warner Bros. Records. Actualmente, el vídeo se puede ver en el canal oficial de Linkin Park en Youtube.

## Lista de canciones
- CD 1

1. "What I've Done" (Radio Edit) 3:29
2. "Faint" (En Vivo en Japón) 2:45

- CD 2 (Maxi/Australia Single)

1. «What I've Done»  3:28
2. «Faint» (En Vivo en Japón) 2:46
3. «From the Inside» (En Vivo en Japón) 3:31

- Versión DVD

1. «What I've Done» (Video) 3:29
2. «Faint» (En Vivo en Japón Video) 2:45

- Disco formato 7"

1. «What I've Done» (Radio Edit) 3:29
2. «Faint» (En Vivo en Japón) 2:45

Todas las pistas en vivo de los CD y vinilo, fueron grabadas el 13 de agosto de 2006 en el estadio Chiba Marine, en Tokio, Japón, durante el festival Summer Sonic.

## Posicionamiento
| Listas (2007)                     | Posición máxima |
| --------------------------------- | --------------- |
| Austria Singles Chart             | 8               |
| Australia ARIA Singles Chart      | 13              |
| Billboard Hot 100                 | 5               |
| Billboard Pop 100                 | 8               |
| Billboard Hot Digital Songs       | 4               |
| Billboard Modern Rock Tracks      | 1               |
| Billboard Mainstream Rock Tracks  | 1               |
| Brasil                            | 4               |
| República Checa                   | 2               |
| Holanda Top 40                    | 26              |
| Holanda Top 100 Singles           | 9               |
| Francia Download Chart            | 20              |
| Alemania Singles Chart            | 4               |
| Israel                            | 3               |
| Irlanda Singles Chart             | 15              |
| Italia                            | 3               |
| Nueva Zelanda RIANZ Singles Chart | 9               |
| Noruega Singles Chart             | 12              |
| Polonia Singles Chart Top 50      | 3               |
| Suecia Singles Chart              | 6               |
| Suiza Singles Chart               | 6               |
| UK Singles Chart                  | 6               |

## Músicos
- Chester Bennington: voz
- Rob Bourdon: batería
- Brad Delson: guitarra líder
- Joe Hahn: disk jockey, sampling
- Mike Shinoda: guitarra rítmica, piano, segunda voz
- Dave Farrell: bajo